# Kalehenui
Kalehenui-a-Maweke (Kalehunui; nui = „veliki”) bio je starohavajski plemić (Aliʻi), koji je živio na havajskom otoku Oʻahuu. Njegovi roditelji su bili tahićanski čarobnjak Maweke (poglavica najvišega ranga) i njegova supruga Naiolaukea, a braća plemići Mulielealiʻi i Keaunui (otac poglavarice Nuʻakee od Molokaʻija). Maweke je Kalehenuiju dao da vlada mjestom po imenu Koʻolau.

## Brak
Supruga plemića Kalehenuija bila je poglavarica Kahinao (Kahinalo, Kahinalu). Jedino znano dijete tog para bila je princeza Hinakaimauliʻawa od Koʻolaua, koja je nazvana po drevnoj božici Hini. Kalehenui je bio djed princeze Mualani te predak poglavice Kaʻulaʻulaokalanija od Koʻolaua.
| Muž           | Žena            | Djeca           |
| ------------- | --------------- | --------------- |
| Maweke        | Naiolaukea      | Mulielealii     |
| Maweke        | Naiolaukea      | Keaunui         |
| Maweke        | Naiolaukea      | Kalehenui       |
| Kalehenui     | Kahinalo        | Hinakaimauliawa |
| Kahiwakapu    | Hinakaimauliawa | Mualani         |
| Kaomealani I. | Mualani         | Kua             |
| Kaomealani I. | Mualani         | Kapua           |
| Kua           | Kapua           | Kawalewaleoku   |
| Kawalewaleoku | Unaʻula         | Kaulaulaokalani |